# Macronus flavicollis
El timalí carigrís (Macronus flavicollis) es una especie de ave paseriforme de la familia Timaliidae endémica de Java, en Indonesia.

## Distribución y hábitat
Es una especie endémica de Java y alguna isla menor aledaña. Su hábitat natural son los bosques húmedos tropicales de zonas bajas.